# Bradyrhizobium canariense
Bradyrhizobium canariense (лат.) — вид клубеньковых азотофиксирующих эндосимбиотических бактерий. Это ацидотолерантная бактерия, образует клубеньки с эндемиком Канарских островов из трибы Дроковые. Типовой штамм — BTA-1T (=ATCC BAA-1002T =LMG 22265T =CFNE 1008T).